# Кастрюльная революция
Кастрюльная революция (другие названия Посудная революция, исл. Búsáhaldabyltingin, Исландская революция, революция чайников и кастрюль, Революция кастрюль и сковородок) — события в Исландии, проходившие зимой 2008—2009 гг. на фоне финансового кризиса 2008—2011 годов.

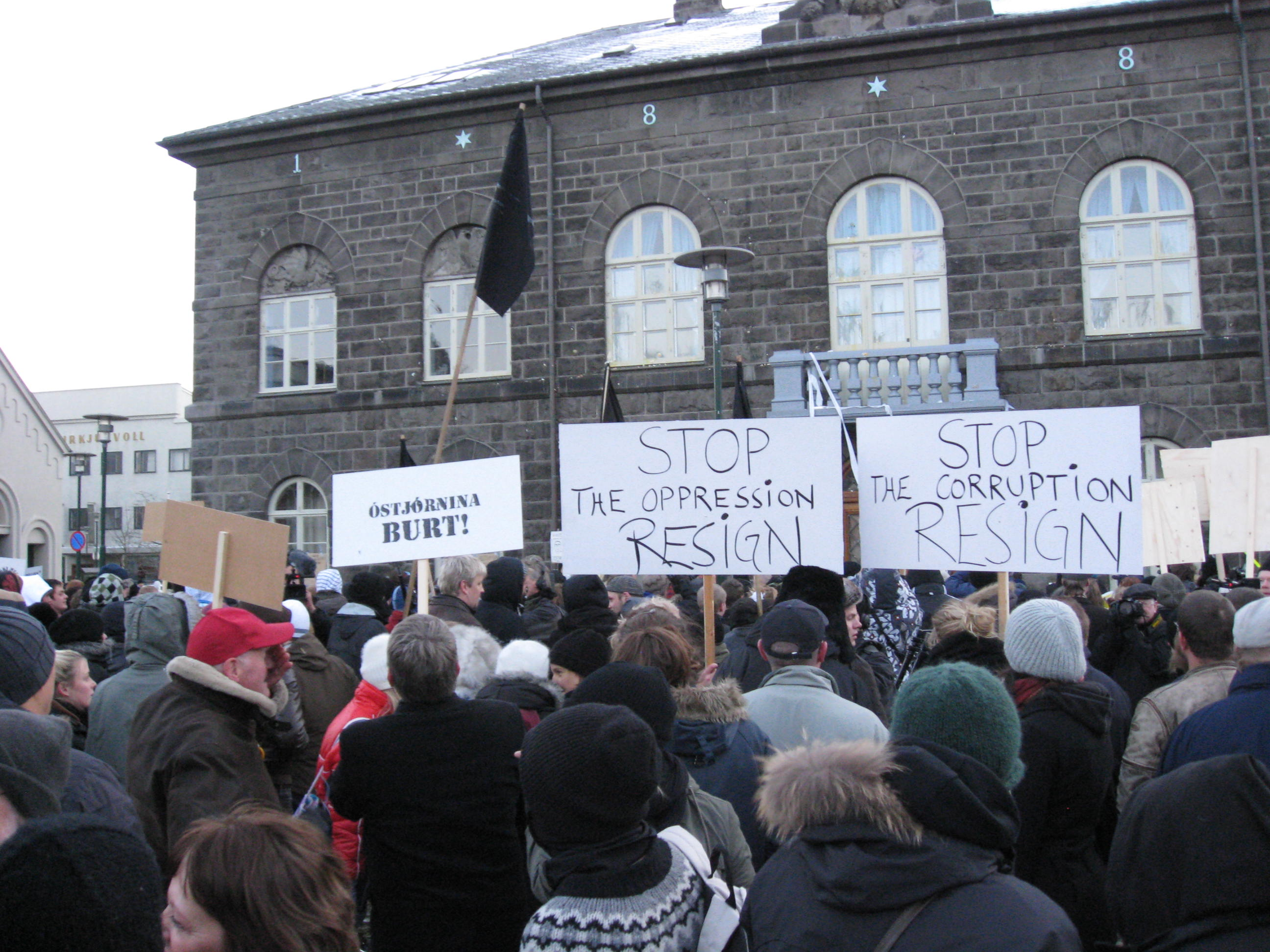
Протестующие напротив исландского парламента, 15 ноября 2008

## История
Кризис 2008—2009 года в Исландии стал самой большой в истории экономической катастрофой в масштабах одного государства.

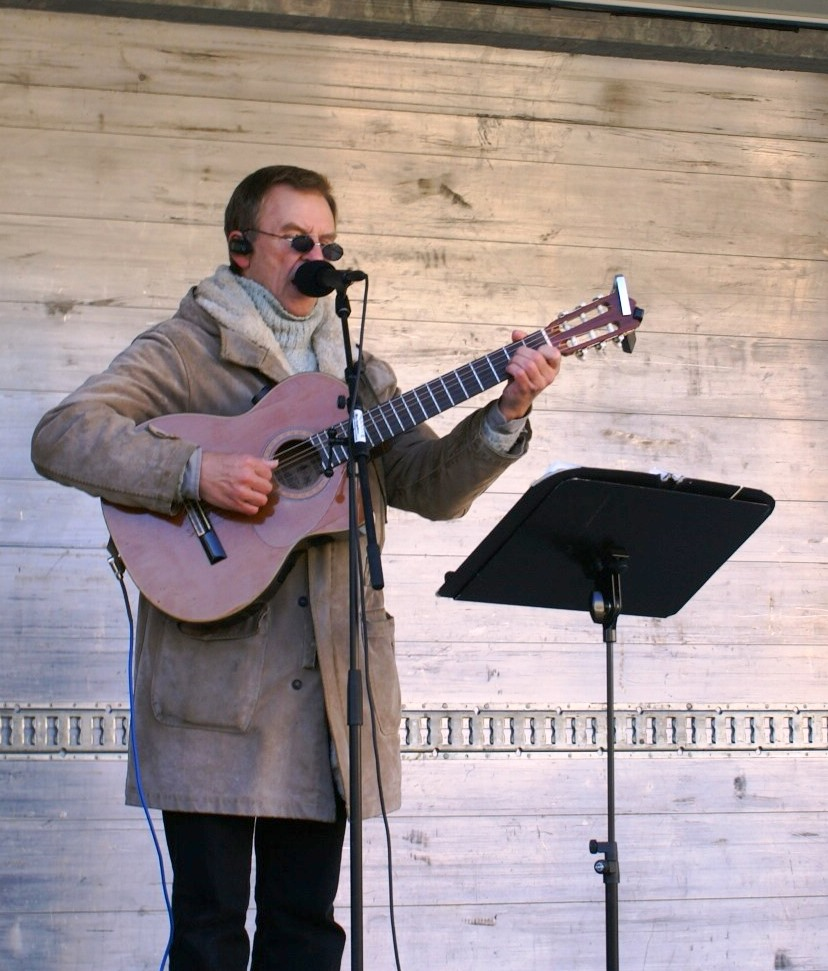
Хёйрдюр Торфасон. Вторая неделя протеста, 18 октября 2008

Финансовый кризис привел к обесцениванию валюты страны вдвое, сделки по иностранной валюте были фактически приостановлены в течение многих недель, рыночная капитализация исландской фондовой биржи, у которой 60 % активов были акциями обанкротившихся банков — понизилась более чем на 90 %.
Исландцы требовали смены правительства, к которому они потеряли доверие.
В январе 2008 г. к зданию парламента стал выходить поэт и певец Хёрдур Торфасон (Hörður Torfason) и петь песни политической тематики. В октябре 2008 г. он вышел на улицу с микрофоном и начал предлагать всем желающим высказываться. Через неделю начались массовые организованные демонстрации.
Демонстранты в Рейкьявике приносили с собой кастрюли и сковородки и грохотали ими напротив парламента, пытаясь сорвать парламентские заседания.
В итоге праволиберальному правительству пришлось уйти в отставку, и в феврале 2009 г. было сформировано новое правительство левого толка.

## Последствия
События привели к конституционной реформе Исландии.
Были проведены референдумы о возврате международных долгов Исландии — 60 % высказались «против».
Гейр Хилмар Хаарде, премьер министр, был вынужден уйти в отставку и предан суду.